# DFS Olympia Meise
Dimensions
Le DFS Olympia Meise (mésange olympique) est la version du DFS Meise prévue pour les jeux olympiques de 1940. Ce planeur monoplace a été conçu en Allemagne par Hans Jacobs et fabriqué par le Deutsche Forschungsanstalt für Segelflug (DFS).

## Conception et développement
Après l'introduction du vol à voile aux jeux Olympiques de Berlin en 1936 en tant que sport de démonstration il était prévu des épreuves de vol à voile aux Jeux de 1940. Pour que tous les pilotes soient à égalité technique la compétition devait se disputer sur un planeur monotype.Le Meise a été repensé pour s'adapter au cahier des charges de la nouvelle catégorie Olympique. Le nouvel Olympia Meise avait l’envergure requise de 15 m mais pas de volets. Son train d'atterrissage était composé d'un patin en bois et d'une roue fixe. Le pilote était assis sous une verrière en plexiglas moulé dans une fuselage bien profilé construit en contreplaqué. Le planeur pourrait être lancé au treuil ou remorqué par avion. Sa construction bois et toile facilitait son entretien par les clubs et permettait une construction des planeurs à partir de kits.
Un concours destiné à sélectionner le planeur Olympique a eu lieu à l'aérodrome de Sezze en Italie, du 20 au 26 février 1939. Six pilotes de différentes nationalités ont testé les appareils et ont choisi le planeur conçu par  Hans Jacobs, le DFS Meise.
Le Meise et la classe olympique ont tous deux obtenu un soutien immédiat et enthousiaste. Le championnat olympique de vol à voile de 1940 aurait probablement abouti à une compétition 100% Meise - si la Seconde Guerre mondiale n'était pas intervenue et si les Jeux olympiques de 1940 n'avaient pas été annulés. Néanmoins, 626 Olympia Meise ont été construits en Allemagne pendant la guerre par Flugzeugbau Ferdinand Schmetz Herzogenrath (601 construits) et Flugzeugbau Schleicher (25). La majeure partie de la production allemande a fait partie des 15 000 planeurs allemands détruits en 1945. Dix-sept autres ont également été construits en Suède.
 La conception de l'Olympia Meise a survécu à la guerre et a été reprise par une petite entreprise britannique appelée Chilton Aircraft Ltd. Les plans allemands n'étant pas détaillés de nouveaux plans ont été faits en conservant la forme aérodynamique de l'Olympia Meise, mais ça a donné un planeur plus lourd et plus résistant. Après la construction d'un prototype, qui a volé en 1946, les droits et les dessins du planeur Chilton ont été repris par une autre société britannique, Elliotts of Newbury (EoN). Leur premier Olympia EoN a volé en 1947. Les variantes ultérieures d’Elliotts ont continué à être produites en tant que planeurs adaptés aux Championnats du monde de vol à voile jusqu’à la fin des années 1950. L’Olympia a également été construit après la guerre en Allemagne, où la production en série a été relancée en 1956, en France sous le nom de Nord 2000 (100 construits), aux Pays-Bas, en Suisse (12), en Hongrie (35) et vingt autres modifiés , Australie (3), Autriche, en Tchécoslovaquie sous le nom de Zlin Z-25 Šohaj, Brésil (7).

## Variantes
DFS Olympia Meise
Le modèle original prévu pour la compétition olympique de vol à voile de 1940; construit en grand nombre pendant et après la Seconde Guerre mondiale, en Allemagne, en Suède, aux Pays-Bas, en Suisse, en Hongrie, en Autriche et au Brésil.
Chilton Olympia 2
Un seul prototype construit en Angleterre par Chilton Avion en 1946.
Elliotts de Newbury EoN Olympia
La suite de la production au Royaume-Uni par Elliotts après acquisition des droits Chilton.
EoN De Type 5 Olympia 1: Amélioration De L'Olympia-Meise. Patin d'atterrissage.
EoN de Type 5 Olympia 2: Monoroue fixe.
EoN de Type 5 Olympia 3: B.O. largable et patin en bois
EoN de Type 5 Olympia 4: Nouvelle aile avec un profil, NACA 643618 à l'emplanture et NACA 643421 à l'extrémité.
Nord 2000
Production en France après-guerre.
Zlin Z-25 Šohaj
Production en Tchécoslovaquie après-guerre.
Cinke
Version modifiée construite en Hongrie après-guerre.